# Podčudnič
 Podčudnič   (olaszul:  Sottomonte del Miracolo) falu Horvátországban, Tengermellék-Hegyvidék megyében. Közigazgatásilag Čavléhoz tartozik.

## Fekvése
Fiume központjától 6 km-re északkeletre, községközpontjától 2 km-re északnyugatra, a Grobniki mező szélén, Grobnik vára alatt fekszik.

## Története
A grobniki uradalom része volt, melynek urai 1225 és 1566 között a Frangepánok, majd később a Zrínyiek voltak, akik 1671-ig voltak birtokosai. Ezután 1725-ig a császári kamara, 1766-ig a Perlas grófok, 1872-ig a Batthyányak, majd 1945-ig amikor államosították a Turn-Taxis család birtoka volt.
A településnek 1857-ben 173, 1910-ben 231 lakosa volt. 1920 előtt Modrus-Fiume vármegye Sušaki járásához tartozott. 2011-ben a falunak 467 lakosa volt.

## Lakosság
| Lakosság változása | Lakosság változása | Lakosság változása | Lakosság változása | Lakosság változása | Lakosság változása | Lakosság változása | Lakosság változása | Lakosság változása | Lakosság változása | Lakosság változása | Lakosság változása | Lakosság változása | Lakosság változása | Lakosság változása | Lakosság változása |
| ------------------ | ------------------ | ------------------ | ------------------ | ------------------ | ------------------ | ------------------ | ------------------ | ------------------ | ------------------ | ------------------ | ------------------ | ------------------ | ------------------ | ------------------ | ------------------ |
| 1857               | 1869               | 1880               | 1890               | 1900               | 1910               | 1921               | 1931               | 1948               | 1953               | 1961               | 1971               | 1981               | 1991               | 2001               | 2011               |
| 173                | 148                | 140                | 160                | 215                | 231                | 208                | 240                | 322                | 293                | 371                | 382                | 431                | 446                | 464                | 467                |

## Nevezetességei
A Majer család nyári kastélyának épületegyüttese egy kastély és egy mezőgazdasági gazdasági épületkomplexum kombinációja, amely a Donje Jelenje felé vezető út mentén, a falu közelében található. A kastély négyszögletes alaprajzú, bejárati homlokzattal, melyet mindkét oldalán kerek saroktornyok szegélyeznek. Az épület kétszintes, földszintje és első emelete van, míg az alagsor részben boltozatos, dongaboltozattal fedve. A felső rész ablakkeretei többprofilúak, a félköríves portál kissé masszívabb, azonos méretű négyzetekből áll. A forrásokból tudható, hogy a komplexum a 17. század folyamán épült (az építés valószínűleg 1685-ben fejeződött be) a Zrínyi család kezdeményezésére. Bár az épületegyüttes mára tönkrement és elhanyagolt, értékes képviselője a horvát kora barokk vidéki építészetnek.